# صالح علي باصرة
صالح علي عمر باصرة سياسي ومسؤول يمني سابق لدى حكومة عفاش من مواليد مدينة المكلا عام 1952.

## المؤهلات العلمية
1. تخرج من جامعة عدن قسم التاريخ والجغرافيا سنة 1976.
2. حصل على درجة الماجستير في التاريخ الحديث والمعاصر من جامعة لابيزج الألمانية عام 1982 ونال درجة الدكتوراه في نفس التخصص سنة 1986.

## المناصب التي تقلدها
- عين رئيساً لجامعة عدن
- عين رئيسًا لجامعة صنعاء.
- عين وزيراً للتعليم العالي والبحث العلمي في 11 فبراير 2006م.
- عين وزيراً للتعليم العالي والبحث العلمي مرة أخرى في التشكيلة الحكومية في 5 أبريل 2007 .
- عضو في عدد من المنظمات المهنية والخيرية.

له العديد من المؤلفات والابحاث في المجال التاريخي والتعليمي وله العديد من المشاركات في المؤتمرات والندوات العربية والدولية.